# Сафронов Іван Васильович
Іван Васильович Сафронов (26 вересня 1896, село Айліно (Саткинська пристань) Уфимської губернії, тепер Саткинського району Челябінської області, Російська Федерація — 1996, Москва) — радянський військовий діяч, помічник командира 17-го стрілецького корпусу з політичної частини, генерал-лейтенант інтендантської служби. Член Ревізійної Комісії КП(б)У в червні 1937 — червні 1938 р.

## Біографія
Народився у селянській родині. У 1903—1907 роках навчався в церковноприходській школі села Айліно. З 1914 року працював чорноробом на заводі міста Міньяр на Уралі.
У серпні 1915 — 1918 року — в російській армії. Учасник Першої світової війни. У березні 1918 року повернувся у Міньяр, брав участь у формуванні загонів Червоної гвардії із робітників заводу.
З 1918 року — в Червоній армії. Учасник Громадянської війни в Росії. Воював проти Чехословацького корпусу, військ адмірала Колчака та повстанських загонів у Якутії.
Член РКП(б) з 1920 року.
Після Громадянської війни — на командних військово-політичних посадах в Червоній армії.
Закінчив Військово-політичну академію РСЧА імені Толмачова.
З 1929 року — комісар, помічник командира 8-го стрілецького полку з політичної частини. Потім служив помічником командира стрілецької дивізії з політичної частини.
До вересня 1938 року — помічник командира 17-го стрілецького корпусу Київського військового округу з політичної частини.
16 вересня 1938 року заарештований органами НКВС. Знаходився під слідством до травня 1940 року. 29 травня 1940 року був виправданий, відновлений на службі у Червоній армії та у членах ВКП(б). Працював заступником інтенданта Харківського військового округу.
Учасник німецько-радянської війни з червня 1941 року. Служив інтендантом 18-ї армії Південного фронту, начальником управління тилу — заступником командувача військ 9-ї, 43-ї та 19-ї армій із тилу. У серпні 1944 року — 1945 року — начальник управління тилу — заступник командувача військ 2-го Білоруського фронту із тилу.
Після німецько-радянської війни — начальник управління тилу — заступник командувача військ Прибалтійського військового округу із тилу.
Потім — у відставці. Помер у березні 1996 року.

## Звання
- дивізійний комісар
- генерал-майор інтендантської служби (19.01.1943)
- генерал-лейтенант інтендантської служби (18.02.1958)

## Нагороди
- орден Леніна
- п'ять орденів Червоного Прапора (13.12.1942, 19.09.1944, 29.05.1945)
- два ордени Вітчизняної війни 1-го ст. (25.10.1943, 6.04.1985)
- орден Богдана Хмельницького 1-го ст. (10.04.1945)
- орден Червоної Зірки (14.11.1941)
- медалі
- почесний громадянин міста Сатки і Саткинського району Челябінської області (1982)